# ガーブ川
ガーブ川（ガーブがわ、我部川）は、沖縄県那覇市の中心市街地を流れる川である。暗渠となっている部分が多く、行政上は河川ではなく公共下水道雨水施設（排水路）として扱われることもある。

## 地理
那覇市長田1丁目付近に発し、西へ流れる。寄宮（字寄宮）に入り長さ約100メートルの暗渠を経て北西に向きを変える。寄宮2丁目に入って再び長さ約150メートルの暗渠となり西へ向きを変える。寄宮1丁目に入って北西へ向きを変え、与儀公園とひめゆり通り（国道330号）を横切る。樋川2丁目に入って神原小学校と神原中学校の間を抜け再び暗渠となる。壺屋および牧志3丁目と松尾2丁目の境をなしつつ水上店舗第四街区、水上店舗第三街区、水上店舗第二街区（ガーブ川中央商店街）、水上店舗第一街区（市場本通りとむつみ橋通りの間）の下を流れる。むつみ橋交差点で国際通りをくぐり、暗渠のまま沖映通りの下を流れる。牧志1丁目（ジュンク堂書店前）で流れを西に変えるとともに地上に顔を出し、十貫瀬橋付近で久茂地川に合流する。

## 歴史
那覇市北西部はかつて浅い海が広がっており、ガーブ川下流部も船増原（樋川付近）まで入り江となっていたが、1451年に長虹堤と呼ばれる堤防が造られてから陸化が進んだ。下流部は昭和初期に至るまで湿地帯であったことから地元の言葉で湿地を意味する「ガーブー」よりガーブ川と名付けられた。
第二次世界大戦後の復興において国際通り近くの川沿いに商店街が形成され、やがて川の上にも店舗（水上店舗）が作られた。周辺の市街地化が進み大雨が降るたびに浸水被害が発生する状況となったため、那覇市都市再開発事業の一環として大規模な改修工事が行われることになった。改修の内容は、河床を2.9メートル掘り下げ、総延長729メートル、高さ4.5メートルの鉄筋コンクリート製暗渠を設置するものであった。しかしながら、もともと軟弱な地盤である上に川の両側は住宅密集地で工事用地の余裕が少なく、夏季の集中豪雨や既存店舗の立ち退き問題など難工事が予想され、琉球列島米国民政府が示した計画にも不備があり、4回の入札を繰り返すも施工業者が決まらない事態となった。最終的には随意契約により南洋土建が受注し、1962年8月28日に起工した。途中、クレーンが倒れたり周辺の民家が傾くなど難工事であったが1965年3月に完成した。
一方、1963年に那覇市下水道事業基本計画が立案され、1965年7月から周辺の下水道工事が始められた。下水道は遠巻きにガーブ川に沿う形で周辺の道路下に設置されている。しかしながら、1983年（昭和58年）3月には大雨で55棟が浸水する被害があり、2009年（平成21年）8月には集中豪雨で鉄砲水が発生し4名が死亡する事故が発生している。

## 水質
ガーブ川は自然の流量が少なく流域のほぼ全域が那覇市街地であり生活排水が流入しているため、沖縄県において最も汚れている川の一つとなっている。流域における下水道の普及などによって水質は改善されつつある。
| 年度   | 四条橋（与儀公園付近） |
| ------ | ---------------------- |
| 1983年 | 69                     |
| 1988年 | 64                     |
| 1993年 | 41                     |
| 1998年 | 22                     |
| 2003年 | 17                     |
| 2008年 | 7.0                    |